# Тутан
Тута́н (фр. Toutens, окс. Totens) — коммуна во Франции, находится в регионе Юг — Пиренеи. Департамент — Верхняя Гаронна. Входит в состав кантона Караман. Округ коммуны — Тулуза.
Код INSEE коммуны — 31558.

## География

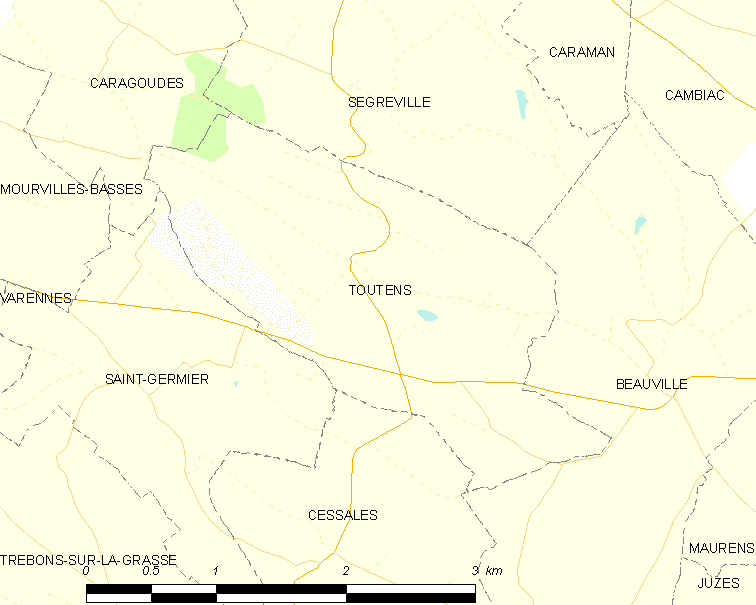
Карта коммуны

Коммуна расположена приблизительно в 600 км к югу от Парижа, в 28 км к юго-востоку от Тулузы.

## Климат
Климат умеренно-океанический. Зима мягкая и снежная, весна характеризуется сильными дождями и грозами, лето сухое и жаркое, осень солнечная. Преобладают сильные юго-восточные и северо-западные ветры.

## Население
Население коммуны на 2010 год составляло 211 человек.
| 1962 | 1968 | 1975 | 1982 | 1990 | 1999 | 2010 |
| ---- | ---- | ---- | ---- | ---- | ---- | ---- |
| 110  | 129  | 107  | 149  | 151  | 142  | 211  |

## Экономика
В 2010 году среди 138 человек трудоспособного возраста (15—64 лет) 110 были экономически активными, 28 — неактивными (показатель активности — 79,7 %, в 1999 году было 69,3 %). Из 110 активных жителей работали 102 человека (50 мужчин и 52 женщины), безработных было 8 (4 мужчины и 4 женщины). Среди 28 неактивных 8 человек были учениками или студентами, 15 — пенсионерами, 5 были неактивными по другим причинам.

## Достопримечательности
- Замок Сен-Пьер
- Мельница Эркюль